# Bolbella punctigera
Bolbella punctigera es una especie de mantis de la familia Mantidae.

## Distribución geográfica
Se encuentra en la  Provincia del Cabo, Lesoto,  Comores, y Natal (Sudáfrica).